# Dorothy Dunnett
Dorothy Dunnett, nome d'arte di Dorothy Halliday (Dunfermline, 5 agosto 1923 – Edimburgo, 9 novembre 2001), è stata una scrittrice scozzese.
Nasce a Dunfermline nel Fife (Scozia). Studia al liceo femminile di Gillespie, ad Edimburgo.
Dal 1950 alterna il lavoro di scrittrice a quello di pittrice ritrattista: ha esposto i propri lavori al Royal Scottish Academy.
Nel 1946 sposa Sir Alastair Dunnett, proprietario del giornale The Scotsman, il più famoso della Scozia, in seguito dirigente del Thomson North Sea Oil.

## Opere

### Le cronache di Lymond
1. Il gioco dei re (The Game of Kings, 1961) (Corbaccio, 2003 - Tea, 2005) (ISBN 8850208529)
2. La partita delle regine (Queen's Play, 1964) (Corbaccio, 2004 - Tea, 2006) (ISBN 8879726153)
3. Il torneo dei cavalieri (The Disorderly Knights, 1966) (Corbaccio, 2005 - Tea, 2008) (ISBN 887972701X)
4. Partita sul corno d'oro (Pawn in Frankincense, 1969) (Corbaccio, 2006 - Tea, 2008) (ISBN 8879727680)
5. Assalto alla torre (The Ringed Castle, 1971) (Corbaccio, 2007 - Tea, 2009) (ISBN 9788879728164)
6. Partita finale (Checkmate, 1975) (Corbaccio, 2008 - Tea, 2009)

### Ciclo di Johnson Johnson
Romanzi scritti utilizzando lo pseudonimo di Dorothy Halliday
1. (Tropical Issue, 1983 precedentemente Dolly and the Bird of Paradise)
2. (Rum Affair, 1968 oppure Photogenic Soprano precedentemente Dolly and the Singing Bird)
3. (Ibiza Surprise, 1970 oppure Murder in the Round precedentemente Dolly and the Cookie Bird)
4. (Operation Nassau, 1971 oppure Match for a Murderer precedentemente Dolly and the Doctor Bird)
5. (Roman Nights, 1973 oppure Murder in Focus precedentemente Dolly and the Starry Bird)
6. (Split Code, 1976 precedentemente Dolly and the Nanny Bird)
7. (Moroccan Traffic, 1992 oppure Send a Fax to the Kasbah)

### La saga di Niccolò
1. L'apprendista delle Fiandre (Niccolò Rising, 1986) (Corbaccio, 1992 - Tea, 1994) (ISBN 8879725742)
2. La primavera dell'ariete (The Spring of the Ram, 1987) (Corbaccio, 1996 - Tea, 1998) (ISBN 8878182826)
3. Stirpe di scorpioni (Race of Scorpions, 1989) (Corbaccio, 1997 - Tea, 1999) (ISBN 8878185612)
4. Scaglie d'oro (Scales of Gold, 1991) (Corbaccio, 1998 - Tea, 2000) (ISBN 8878187917)
5. Caccia all'unicorno (The Unicorn Hunt, 1993) (Corbaccio, 1999 - Tea, 2001) (ISBN 8878189146)
6. Il patto dei leoni (To Lie with Lions, 1995) (Corbaccio, 2000 - Tea, 2002) (ISBN 8850201796)
7. A est di Bisanzio (Caprice and Rondo, 1997) (Corbaccio, 2001 - Tea, 2003) (ISBN 8850203764)
8. Gemelli (Gemini, 2000) (Corbaccio, 2002 - Tea, 2004) (ISBN 8850205554)

### Altri testi
- (The Proving Climb, 1973)
- (King Hereafter, 1982)
- (con Alastair Dunnett) (The Scottish Highlands, 1988)
- (con Elspeth Morrison) (The Lymond Poetry, 2003)